# Hymenodiscus submembranaceus
Hymenodiscus submembranaceus is een zeester uit de familie Brisingidae.
De wetenschappelijke naam van de soort werd in 1927 als Brisinga submembranacea gepubliceerd door Ludwig Döderlein.